# De Trekvliet bij Rijswijk
De Trekvliet bij Rijswijk is een olieverfschilderij van de Nederlandse schilder Jan Hendrik Weissenbruch. Het schilderij is in 1868 geschilderd en in 1907 verworven door het Rijksmuseum Amsterdam waar het zich tot op heden in de collectie bevindt. Het schilderij wordt ook wel het "Gezicht bij de Geestbrug" genoemd.

## Voorstelling
Het schilderij toont een typisch Nederlands polderlandschap in impressionistische stijl. Op het schilderij is de Haagse Trekvliet ter hoogte van het Zuid-Hollandse Rijswijk geschilderd. Buiten diverse personen en een aantal zeilboten is rechts de laakmolen afgebeeld. Links van is de toren van Kasteel de Binckhorst te zien.
Het schilderij geeft een redelijk goed beeld van Nederland in de tweede helft van de 19e eeuw.

## Versies
Twee jaar later, in 1870, schilderde Weissenbruch een tweede versie van dit schilderij: "De Trekvliet", tegenwoordig in de collectie van het Gemeentemuseum Den Haag. Drie opvallende verschillen tussen beide versies:
- Op de tweede versie is, links in het schilderij, een tweede molen toegevoegd is.
- De eerste versie is kleiner van formaat dan het tweede schilderij.
- De tweede versie telt meer zeilboten.